# Trnovac (Vrbanja)
Pour les articles homonymes, voir Trnovac.
La Trnovac est une petite rivière en Bosnie Centrale, l'un des nombreux affluents droite de la rivière Vrbanja. Trnovac prend sa source à Selačka, au-dessus du village Hajdarovići, près du Veliki Poljanak (Grand Poljanak, 1 240 m), à une altitude de 1 120 m.
En amont du village Hajdarović, six affluents arrivent par la rive droite, et deux autres par la gauche. La rivière se jette à Vrbanja au niveau de la localité appelée Trnovac, à une altitude de 546 m. La majorité du cours de Trnovac s'écoule sur un axe est – ouest, parallèlement avec les cours supérieurs des ruisseaux Crkvenica et Lopača (qui sont également des affluents droits de la Vrbanja).
Trnovac coule entre la colline de Šiprage et le village de Kurušići au nord, et le village Gelići au sud. Vers 1960, il y avait 12 moulins sur Trnovac, dont six à Hajdarović et à la confluence de la rivière.